# Christian Ranucci
Christian Ranucci (Avignone, 6 aprile 1954 – Marsiglia, 28 luglio 1976) è stato un criminale francese, condannato a morte e giustiziato nel 1976 per aver ucciso Marie-Dolorès Rambla nel 1974. Fu il terzultimo giustiziato in Francia; successivamente la pena venne abolita. Alla vicenda, che destò molto scalpore all'epoca, è stato dedicato un lungometraggio televisivo nel 2007.
Ranucci fece delle ammissioni a seguito di un lungo interrogatorio, ma successivamente ritrattò, dichiarando di aver subito pesanti pressioni. Al momento del processo rifiutò di sfruttare una strategia difensiva che avrebbe potuto salvarlo dal patibolo, preferendo invece perorare la sua innocenza sul crimine. La grazia presidenziale venne rifiutata da Valéry Giscard d'Estaing. Prima di venire ghigliottinato, Ranucci avrebbe sussurrato ai suoi avvocati la sua ultima volontà: «Réhabilitez-moi».  L'esecuzione di Ranucci, per le numerose zone d'ombra che hanno accompagnato la vicenda, per le modalità con cui è stata condotta l'istruzione, per le incertezze, mai sopite, sulla sua colpevolezza, mai provata in modo del tutto convincente, fa discutere ancora oggi.

## Storia

### Il rapimento
Il 3 giugno 1974, poco prima delle undici, Marie-Dolorès Rambla, una bambina di 8 anni di origine spagnola, stava giocando con il fratello Jean-Baptiste di 6 anni ed altri due vicini nel cortile del loro caseggiato in un quartiere periferico di Marsiglia. Un uomo, dopo aver parcheggiato la sua automobile, fece credere ai bambini di aver perso il suo cane. Quando il piccolo Jean partì alla ricerca del cane, l'uomo fece salire Marie-Dolorès a bordo della sua automobile, identificata come una Simca 1100 da Eugène Spinelli, un carrozziere che abitava proprio in fronte alla casa dei due bambini, il quale, uscendo dalla propria abitazione, assistette alla scena. Circa mezz'ora dopo, Pierre Rambla, il padre dei due bambini, rientrando a casa, vide il figlio Jean vagare tra i palazzoni alla ricerca della sorella.

### L'incidente stradale
Alle 12:30 dello stesso giorno, sulla strada N96, Vincent Martinez stava guidando la sua Renault 16 in direzione di Tolone; all'incrocio de la Pomme, una Peugeot 304 gli tagliò la strada provocando un incidente ma il conducente, invece di fermarsi, scappò via. Non potendo ripartire, Martinez chiese a una coppia di passaggio, Alain Aubert e sua moglie, di inseguire la Peugeot per annotare la targa automobilistica; questi seguirono l'auto riuscendo a leggerne la targa (1369 SG 06); al ritorno degli Aubert, Martinez riuscì a ripartire e si recò alla gendarmeria di Gréasque per denunciare il fatto, dichiarando che l'automobilista della Peugeot pareva essere da solo a bordo.

### La fungaia
Il giorno stesso, verso le 17:30, un uomo rimase impantanato con la sua auto in una fungaia di Peypin, poco distante dal luogo dell'incidente, e chiese aiuto ai dipendenti dell'azienda della fungaia; questi lo aiutarono tirando l'auto, una Peugeot 304, fuori dal pantano con un trattore; l'auto era la medesima coinvolta nell'incidente e risulterà intestata a Christian Ranucci, un rappresentante di commercio di Nizza.

## Le indagini
Il giorno dopo la stampa segnalò il rapimento di Marie-Dolorès Rambla e, dopo averlo saputo, Henri Guazzone – uno degli operai che liberò la vettura impantanata – contattò la polizia per far sapere dei fatti di cui era stato testimone il giorno precedente, ma la polizia gli rispose che l'auto che cercavano era una Simca e non una Peugeot. A Marsiglia il commissario Jacques Cubaynes raccolse le prime deposizioni. Il 5 giugno Vincent Martinez telefonò alla gendarmeria di Gréasque e disse che un bambino poteva trovarsi nell'auto.
In seguito venne contattato dalla polizia Alain Aubert, il quale raccontò che, dopo aver inseguito l'automobilista per un chilometro, aveva visto l'auto grigia ferma e un giovane tirare fuori un pacco abbastanza voluminoso; Aubert continuò dicendo che aveva interpellato il giovane, ma senza ottenere risposte, così era ritornato all'incrocio. Poco dopo le due del pomeriggio la gendarmeria iniziò le operazioni di ispezione nella zona indicata da Aubert. Alle 15:15 il proprietario dell'auto venne identificato in Christian Ranucci, rappresentante di commercio, domiciliato a Nizza. Nel frattempo venne ritrovato un indizio proprio nella galleria dove si era impantanata la Peugeot. I gendarmi scoprirono anche un pullover rosso. Poco dopo le 15:30 un messaggio radio venne inviato a Nizza, esortando la polizia del luogo a procedere all'audizione di Christian Ranucci. Alle 15:40 il pullover venne fatto annusare ad un cane. Qualche minuto dopo un agente trovò il corpo della bambina nascosto in un cespuglio vicino alla strada. Alle 16:20 il cane venne portato sul luogo del ritrovamento del cadavere.
Alle 16:30 la polizia andò a casa di Héloïse Mathon. In seguito Christian Ranucci venne arrestato, condotto alla gendarmeria di Nice-Ouest ove venne interrogato dalle 19. Inizialmente accusato di aver causato un incidente stradale e di essere fuggito, divenne poi il principale sospettato dell'assassinio della bambina. Essa era stata pugnalata per diverse volte, ma non aveva subito alcuna violenza sessuale. Posto sotto sorveglianza, Ranucci iniziò ad ammettere di aver causato l'incidente stradale, ma negò con decisione di essere coinvolto nel crimine. Dichiarò di essersi fermato a un chilometro dal luogo dell'incidente per riparare una ruota che sfregava contro la carrozzeria dell'automobile e che, dopo aver riparato la ruota, si era impantanato nella fungaia, così aveva chiesto aiuto ad alcune persone.
Successivamente la polizia di Marsiglia si prese carico del dossier Ranucci, di cui si occupò il commissario Alessandra. Christian Ranucci venne trasferito nei locali del commissariato di Marsiglia. Ranucci venne quindi presentato ai diversi testimoni del rapimento. Jean Rambla e Eugène Spinelli non riconobbero però in Ranucci l'uomo della Simca. Ranucci intanto continuava a negare il coinvolgimento nel crimine. Il pullover rosso, trovato nella fungaia, non sembrava appartenergli.
Ranucci venne fatto vedere anche agli Aubert, circondato da diversi ispettori, ma anche questi non lo riconobbero. Un'ora dopo venne fatto un secondo tentativo con Ranucci che, invece di essere circondato da poliziotti, venne messo faccia a faccia davanti agli Aubert che questa volta riconobbero in lui l'uomo della fungaia; inoltre Alain Aubert dichiarò di aver visto Ranucci far uscire un bambino dalla macchina, mentre la moglie disse di aver sentito una voce flebile sussurrare: «Qu'est-ce qu'on fait?» ("Cosa facciamo?").
Dopo venti ore di interrogatorio senza l'assistenza di alcun avvocato, Ranucci decise di soulager sa coscience ("alleggerirsi la coscienza"), descrivendo il rapimento e l'uccisione della bambina ma senza darne una motivazione, se non per il fatto che la piccola si era messa a urlare mentre la portava nel bosco; inoltre disegnò su un foglio il piano per rapire la bambina. Alle diciannove e trenta del 6 giugno, la polizia trovò l'arma del delitto, un coltello. Qualche giorno dopo, i poliziotti trovarono nella Peugeot, sequestrata il 5 giugno a Nizza, un pantalone di colore blu, macchiato di sangue del gruppo A, lo stesso di Ranucci, ma anche di Marie-Dolorès.

### La ricostruzione
Ilda Di Marino, giudice istruttore, diede udienza a Christian Ranucci per cinque volte, di cui due in presenza degli avvocati della difesa. Il giorno della ricostruzione del crimine, il 24 giugno, furono presenti, oltre all'accusato, Di Marino e la sua segreteria, il sostituto procuratore Marnet, il presidente del consiglio forense Schiappe, l'avvocato della difesa Jean-François Le Forsonney, l'avvocato Arnoux, per conto dei Rambla, il dottor Vuillet, il commissario Alessandra, altri funzionari e alcuni gendarmi; il giudice Di Marino preferì seguire la ricostruzione all'interno di un furgone della polizia, senza quasi mai scendere.
Partendo dal palazzo di giustizia, la ricostruzione iniziò alle ore dieci del mattino. Il furgone con a bordo il giudice Di Marino fece delle brevi tappe in tutti i luoghi del rapimento e dell'assassinio. Ranucci, trasportato in un furgone blindato, era circondato da cinque-sei gendarmi. Dapprima si passò per il palazzo dei Rambla, luogo del rapimento. Durante la ricostruzione del crimine, Ranucci si dimostrò passivo, rispondendo solo sporadicamente alla domande del giudice istruttore. Ranucci uscì in parte dal torpore solo nel momento in cui ci fu la ricostruzione dell'incidente stradale. Quando venne portato nel luogo del crimine, divenne pallido ed ebbe difficoltà di articolare le parole. Alle domande della Di Marino, Ranucci continuava a rispondere «Je ne sais pas» ("Non lo so") e, quando venne messo di fronte a prove inconfutabili, mormorava «C'est possible» ("È possibile").
Nel luogo esatto del ritrovamento del corpo, il giudice tese a Ranucci un coltello in legno, chiedendogli di rifare il gesto. Con il coltello in mano, Ranucci si mise a piangere come un bambino ripetendo «Je ne me souviens plus de rien» ("Non mi ricordo più niente"). A quel punto la Di Marino tirò fuori dal suo dossier le foto del corpo straziato di Marie-Dolorés, e le sventolò, urlando a Ranucci «Voilà ce que vous avez fait. Regardez, Ranucci, regardez ce que vous avez fait!» ("Ecco cos’ha fatto. Guardi Ranucci, guardi cos’ha fatto !") Ranucci intanto continuava a piangere, scuotendo la testa e dicendo: «C'était insoutenable» (”Era insostenibile").  Il giudice Di Marino dispose una perizia psichiatrica su Ranucci per stabilire se fosse nel pieno delle facoltà mentali al momento del crimine.

### La testimonianza di Jeannine Mattei
La madre di Ranucci, Héloïse Mathon, incontrò Jeannine Mattei nel parlatorio della prigione delle Baumettes dove anche il figlio della Mattei si trovava incarcerato; costei raccontò alla madre di Ranucci che un uomo vestito con un pullover rosso, conducente di una Simca, aveva precedentemente tentato di rapire, con il pretesto del cane perso, sua figlia, oltre a un altro bambino del quartiere. Messi di fronte a Ranucci, i due bambini non lo riconobbero come l'uomo che aveva tentato di rapirli. Paul Lombard, uno degli avvocati di Ranucci, restò dubbioso su questa testimonianza. Ma poiché Héloïse Mathon apprese che Jeannine Mattei era stata invitata dalla polizia a recarsi ai funerali della bambina per riconoscere tra la folla l'uomo che aveva tentato di rapire la figlia, e poiché Paul Lombard scoprì che queste dichiarazioni furono registrate in un processo verbale, gli avvocati di Ranucci intravidero la possibilità di dimostrare l'innocenza del loro assistito. Nonostante la chiusura dell'istruttoria, Jeannine Mattei venne sentita di nuovo dalla polizia sul tentativo di rapimento della propria figlia, ma successivamente non si ebbe più traccia della denuncia depositata nel commissariato di polizia di Marsiglia.

## Il processo
Il processo a carico di Ranucci si celebrò tra il 9 e il 10 marzo 1976, presso la corte di assise di Aix-en-Provence. Questo caso venne molto discusso dai media francesi dell'epoca e degenerò in un'aspra polemica: una frangia maggioritaria dell'opinione pubblica, molto impressionata dall'assassinio del piccolo Philippe Bertrand da parte di Patrick Henry avvenuto a Troyes qualche settimana prima, chiedeva la morte di Ranucci. I tre avvocati difensori di Ranucci si trovarono divisi al processo: mentre Lombard e De Forsonney perorarono la causa dell'innocenza, assecondando le richieste del proprio assistito, l'avvocato Fraticelli preferì invece puntare sulle circostanze attenuanti, cioè rivalersi sui problemi familiari del ragazzo. Tuttavia lo stesso Ranucci rifiutò l'immagine di ragazzo immaturo con gravi problemi familiari alle spalle, che emersero anche in sede di dibattimento. Ranucci inoltre fece l'errore di comportarsi in maniera arrogante, prima e durante il processo, il che risultò aberrante sia ai giurati sia all'opinione pubblica.
Durante il primo giorno di processo vennero lette le confessioni, ci fu la presentazione delle prove, delle perizie psichiatriche e la testimonianza dei coniugi Aubert. Il giorno seguente, dopo le testimonianze di Jeannine Mattei e di Eugéne Spinelli, la presenza del pullover rosso venne messa in discussione. L'avvocato Gilbert Collard, per conto della famiglia Rambla, chiese che a Ranucci fosse evitata la pena di morte. Alla fine del processo, Ranucci venne giudicato colpevole dell'assassinio di Maria-Dolorès Rambla; non vennero riconosciute le circostanze attenuanti. Ranucci venne condannato alla pena di morte. In aula scoppiò l'isteria dei presenti; alcuni pretendevano la morte immediata di Ranucci, e anche la madre del condannato rischiò di essere linciata. Perfino Gilbert Collard, l'avvocato del padre della vittima, venne aggredito, solo per aver perorato contro la pena di morte. Gli avvocati della difesa annunciarono il ricorso in cassazione. Il 17 giugno 1976 la corte di cassazione rigetta il ricorso fatto dagli avvocati del condannato.

### La grazia presidenziale

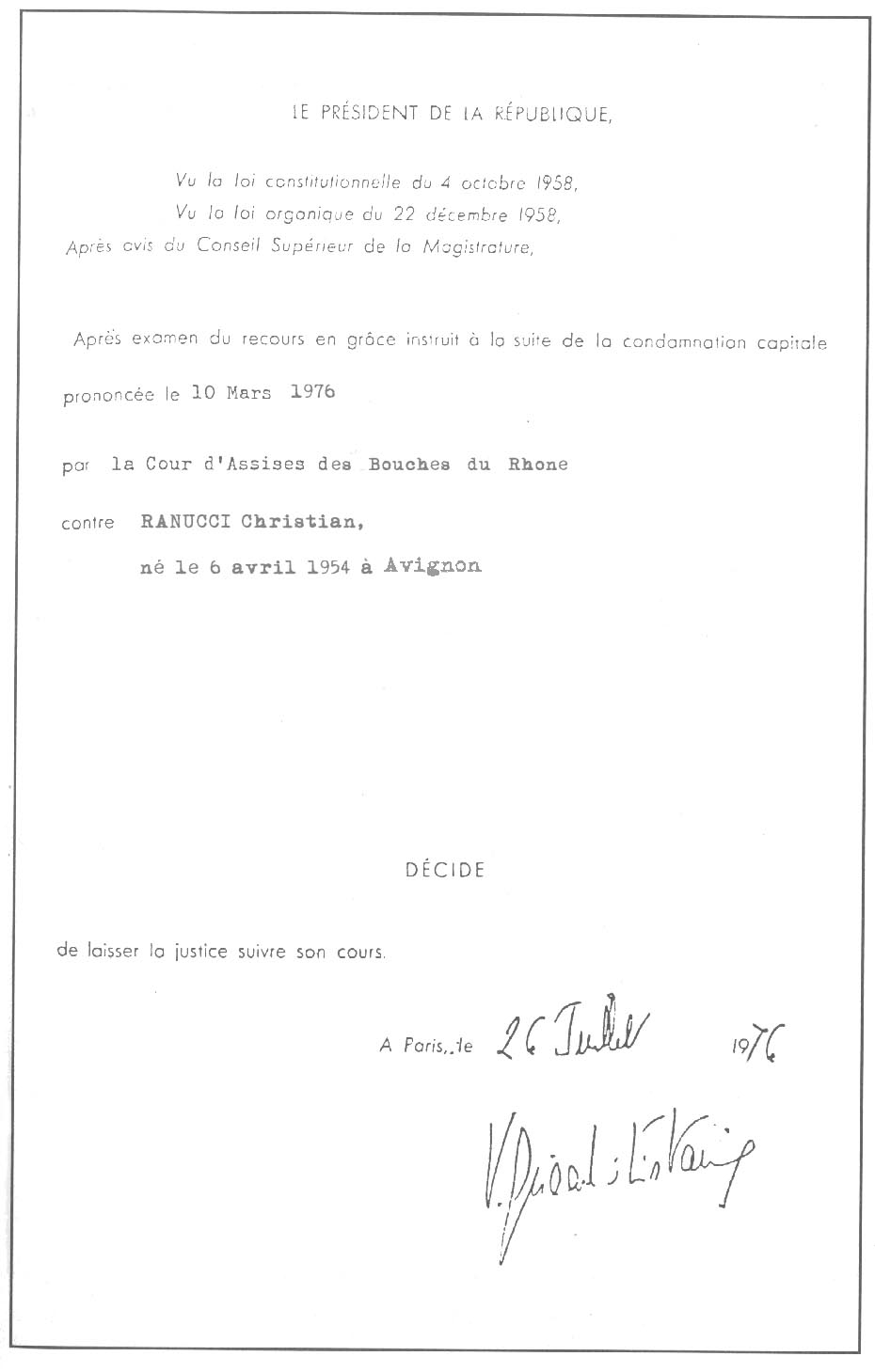
L'ordine di esecuzione

Dopo il rigetto del ricorso in cassazione, Ranucci chiese la grazia presidenziale. Il presidente della repubblica francese, Valery Giscard d'Estaing, si era anni prima dichiarato contrario per principio alla pena. Nonostante ciò una parte del governo di allora, tra cui il ministro dell'interno Michel Potianowski e il guardasigilli Jean Lecanuet, restava a favore. Eletto con una stretta maggioranza di votanti, Giscard aveva poche possibilità di manovra. All'epoca della presidenza Giscard, la Francia visse un momento di crisi economica a seguito dello shock petrolifero del 1973, che portò una grave spirale inflazionistica. Inoltre i media francesi davano ampio spazio ai fatti di sangue, tra cui l'assassinio del piccolo Philippe Bertrand da parte del ventitreenne Patrick Henry, avvenuto nel febbraio 1976. Quindi in un contesto simile l'abolizione della pena capitale in Francia non era all'ordine del giorno.
All'inizio del 1976 Giscard d'Estaing graziò Bruno Triplet, un ragazzo di nemmeno vent'anni che nel 1974 aveva ucciso una donna anziana. Il 22 aprile 1976 il presidente, in una conferenza stampa, dichiarò che non bisognava affrontare la pena di morte prima che fosse finita l'ondata di violenza. Il 27 luglio 1976 rifiutò la grazia a Ranucci.

### L'esecuzione
Il 28 luglio 1976 Ranucci venne svegliato a notte fonda. Dopo essersi svegliato, si agitò e chiese di parlare ai suoi avvocati, lamentandosi di essere innocente. Restò in pigiama e a piedi nudi e rifiutò il conforto della religione, rispondendo solamente «Négatif» al sacerdote. In cancelleria rifiutò l'alcool, ma fumò una sigaretta. Ai suoi avvocati, che gli lessero una lettera di sua madre, disse «Vous ne voudriez pas tout de même que je vous félicite». Alle ore 4 e 13 minuti del mattino, Ranucci venne ghigliottinato nel carcere delle Baumettes di Marsiglia. Le sue ultime parole, destinate agli avvocati sarebbero state: «Riabilitatemi!». Tuttavia, almeno dalle testimonianze successive, nessun altro testimone le capì. I presenti notarono solo che era pallido e non aveva detto più una parola dopo «Négatif» al sacerdote.

## Eventi successivi
La colpevolezza di Ranucci fu più volte messa in discussione dopo la sua esecuzione. Trent'anni dopo, malgrado o a causa dell'arringa di Gilles Perrault, autore del libro Le pull-over rouge, certe persone dubitano della colpevolezza di Christian Ranucci, mentre altre ne restano pur sempre convinte. Il suo dossier portò, all'epoca, ad una ridiscussione della pena di morte in Francia. Nel suo discorso presentato per l'abolizione della pena di morte, il guardasigilli Robert Badinter, menzionando Ranucci, sosteneva che nel suo caso c'erano troppi interrogativi ed era per quello che bisognava opporsi alla pena di morte.
Secondo il quotidiano belga Le Soir del 19 gennaio 2006, degli inquirenti belgi avrebbero stabilito che Michel Fourniret avrebbe ammesso di aver passato nel 1974, l'anno dell'assassinio di Maria-Dolorès Rambla, le vacanze nella regione del Berre, nelle vicinanze di Marsiglia, luogo del delitto. Lo stesso quotidiano aggiunse anche che Fourniret, il quale era già conosciuto all'epoca come aggressore di bambini, era, come Ranucci, proprietario di una Peugeot 304 coupé (sebbene il veicolo riconosciuto dal lamierista testimone fosse una Simca 1100 grigia). Secondo la radiotelevisione belga, il veicolo di Fourniret, all'epoca, era proprio una Peugeot 304. Tuttavia la notizia è stata smentita lo stesso giorno dal procuratore francese di Charleville-Mézières,
Francis Nachbar, impegnato sul dossier Fourniret: «Allo stato attuale delle numerose investigazioni svolte in Francia sui fatti criminali commessi da Michel Fourniret e delle nostre conoscenze sui fatti riguardanti le inchieste effettuate dalle autorità giudiziarie belghe, nessun elemento serio permette d'accreditare tali informazioni o voci di corridoio». D'altra parte, secondo il Nouvel Observateur, citando il quotidiano regionale La Provence, Michel Fourniret avrebbe assistito al processo Ranucci, nel marzo 1976. La Provence afferma di detenere alcune fotografie d'archivio dell'apertura del processo ad Aix-en-Provence sulle quali si può riconoscere Michel Fourniret.
Secondo Yann Moncomble nel suo libro apparso nel 1989, La Politique, le sexe et la finance, il nome di Christian Ranucci figura in un carnet di indirizzi dei clienti del pedofilo Jacques Dugué (referto giudiziario n. 17), che poi si rivelò falso e inventato.